# Theodor Wilhelm Heinrich Bank

Theodor Bank (1780–1843), Lithografie, um 1835

Theodor Wilhelm Heinrich Bank (* 3. Januar 1780 in Wolfenbüttel; † 30. März 1843 ebenda) war ein deutscher lutherischer Theologe, Generalsuperintendent und Direktor des Predigerseminars von Wolfenbüttel, 51. Abt des Klosters Amelungsborn.

## Leben
Bank besuchte die Fürstliche Schule in Wolfenbüttel sowie das Katharineum und das Martineum in Braunschweig. Ab Ostern 1799 studierte er Theologie in Helmstedt und wurde dann Hauslehrer in Wolsdorf. Im Januar 1802 bestand er das theologische Examen und wurde zum Pastor von Wolsdorf ernannt. 1816 wurde er Superintendent der Inspektion Marienberg, noch im gleichen Jahr Superintendent in Schöppenstedt, 1820 Konsistorialrat in Vorsfelde, 1828 Superintendent in Salzdahlum und 1832 Konsistorialrat in Wolfenbüttel und Abt des Klosters Michaelstein. 1836 übernahm er auch die Funktion eines Generalsuperintendenten zu Wolfenbüttel und leitete gemeinsam mit Ernst Ludwig Theodor Henke das Predigerseminar, das durch seinen Einfluss wiedereröffnet wurde. Am 23. Oktober 1839 wurde er Abt von Amelungsborn.

## Auszeichnungen
1836 wurde Bank Ritter des Ordens Heinrichs des Löwen. Die Theologische Fakultät der Universität Göttingen verlieh ihm 1840 die Ehrendoktorwürde.